# Kelly Jones (Tennisspieler)
Kelly Jones (* 31. März 1964 in Fort Gordon, Georgia) ist ein ehemaliger US-amerikanischer Tennisspieler. 1992 führte er die Tennis-Weltrangliste im Doppel an.

## Leben
Jones besuchte die Pepperdine University, für die er zwischen 1982 und 1985 im Doppel antrat und an der Seite von Carlos di Laura zweimal den NCAA-Doppeltitel erringen konnte. Bei den Olympischen Sommerspielen 1984 in trat er bei den Demonstrationsturnieren für Spieler unter 21 Jahren an, bei der jedoch keine Medaillen vergeben wurden. 1986 wurde er Tennisprofi und gewann im darauf folgenden Jahr mit Brad Pearce die Doppelkonkurrenz der Heineken Open.
1989 konnte er in Singapur gegen Amos Mansdorf sein erstes Einzelturnier auf der ATP World Tour gewinnen. Er verteidigte seinen Titel im folgenden Jahr gegen Richard Fromberg. Dies blieben seine einzigen Einzeltitel. Im Lauf seiner Karriere konnte er insgesamt acht Doppeltitel auf der ATP World Tour gewinnen, darunter die Volvo International, die Japan Open und den Grand Prix de Tennis de Lyon.
Sein bestes Einzelergebnis bei Grand-Slam-Turnieren war das Erreichen des Achtelfinales der Australian Open 1993. An der Seite von Gretchen Magers stand er 1988 im Finale der Mixed-Konkurrenz von Wimbledon. 1992 erreichte er mit Rick Leach sowohl bei den Australian Open als auch bei den US Open das Finale, sie unterlagen jedoch Todd Woodbridge und Mark Woodforde beziehungsweise Jim Grabb und Richey Reneberg. Durch diese beiden Finalteilnahmen sowie die Achtelfinalteilnahme in Wimbledon erreichte er in diesem Jahr Position eins in der Doppel-Weltrangliste. Seine höchste Notierung im Einzel hatte er 1990 mit Position 86.
Jones ist seit 1994 mit der ehemaligen Tennisspielerin Tami Whitlinger verheiratet. Er arbeitete nach dem Ende seiner Profikarriere unter anderem als Trainer von Mardy Fish und James Blake.

## Erfolge
| Legende                           |
| Grand Slam                        |
| Tennis Masters Cup                |
| ATP Masters Series                |
| ATP International Series Gold (2) |
| ATP International Series (8)      |
| ATP Challenger Tour (6)           |

### Einzel

#### Turniersiege
| Nr. | Datum       | Turnier      | Belag     | Finalgegner      | Ergebnis      |
| --- | ----------- | ------------ | --------- | ---------------- | ------------- |
| 1.  | 1. Mai 1989 | Singapur (1) | Hartplatz | Amos Mansdorf    | 6:1, 7:5      |
| 2.  | 7. Mai 1990 | Singapur (2) | Hartplatz | Richard Fromberg | 6:4, 2:6, 7:6 |

### Doppel

#### Turniersiege

##### ATP Tour
| Nr. | Datum            | Turnier       | Belag     | Partner           | Finalgegner                       | Ergebnis      |
| --- | ---------------- | ------------- | --------- | ----------------- | --------------------------------- | ------------- |
| 1.  | 12. Januar 1987  | Auckland (1)  | Hartplatz | Brad Pearce       | Carl Limberger Mark Woodforde     | 7:6, 7:6      |
| 2.  | 11. Juli 1988    | Newport       | Rasen     | Peter Lundgren    | Scott Davis Dan Goldie            | 6:3, 7:6      |
| 3.  | 15. Januar 1990  | Auckland (2)  | Hartplatz | Robert Van’t Hof  | Gilad Bloom Paul Haarhuis         | 7:6, 6:0      |
| 4.  | 12. Februar 1990 | San Francisco | Teppich   | Robert Van’t Hof  | Glenn Layendecker Richey Reneberg | 2:6, 7:6, 6:3 |
| 5.  | 22. Oktober 1990 | Lyon          | Teppich   | Patrick Galbraith | Jim Grabb David Pate              | 7:6, 6:4      |
| 6.  | 13. April 1992   | Tokio         | Hartplatz | Rick Leach        | John Fitzgerald Anders Järryd     | 0:6, 7:5, 6:3 |
| 7.  | 24. August 1992  | New Haven     | Hartplatz | Rick Leach        | Patrick McEnroe Jared Palmer      | 7:6, 6:7, 6:2 |
| 8.  | 26. Mai 1997     | St. Pölten    | Sand      | Scott Melville    | Luke Jensen Murphy Jensen         | 6:2, 7:6      |

##### Challenger Tour
| Nr. | Datum             | Turnier           | Belag     | Partner          | Finalgegner                         | Ergebnis      |
| --- | ----------------- | ----------------- | --------- | ---------------- | ----------------------------------- | ------------- |
| 1.  | 17. November 1986 | Bergen            | Teppich   | David Livingston | Peter Bastiansen Patrik Kühnen      | 6:7, 7:6, 7:5 |
| 2.  | 6. November 1989  | Kapstadt          | Hartplatz | Joey Rive        | David Pate Robert Van’t Hof         | 6:2, 7:6      |
| 3.  | 15. April 1991    | Taipeh            | Hartplatz | Todd Woodbridge  | Mark Kratzmann Jason Stoltenberg    | 7:6, 6:3      |
| 4.  | 21. Februar 1994  | Indian Wells      | Hartplatz | Trevor Kronemann | Nicklas Utgren Lars-Anders Wahlgren | 6:1, 6:4      |
| 5.  | 17. Oktober 1994  | Ponte Vedra Beach | Hartplatz | Paul Annacone    | Ross Matheson Dick Norman           | 6:7, 6:4, 6:3 |
| 6.  | 20. November 1995 | Andorra           | Hartplatz | Ken Flach        | Fernon Wibier Chris Woodruff        | 6:4, 6:3      |

#### Finalteilnahmen
| Nr. | Datum              | Turnier         | Belag       | Partner       | Finalgegner                         | Ergebnis           |
| --- | ------------------ | --------------- | ----------- | ------------- | ----------------------------------- | ------------------ |
| 1.  | 8. Februar 1987    | Lyon            | Teppich (i) | David Pate    | Guy Forget Yannick Noah             | 6:4, 3:6, 4:6      |
| 2.  | 12. Oktober 1987   | Toulouse        | Hartplatz   | Patrik Kühnen | Wojciech Fibak Michiel Schapers     | 2:6, 4:6           |
| 3.  | 13. November 1989  | Johannesburg    | Hartplatz   | Joey Rive     | Luke Jensen Richey Reneberg         | 0:6, 4:6           |
| 4.  | 18. Juni 1990      | Manchester      | Rasen       | Nick Brown    | Mark Kratzmann Jason Stoltenberg    | 3:6, 6:2, 4:6      |
| 5.  | 4. November 1991   | Paris           | Teppich (i) | Rick Leach    | John Fitzgerald Anders Järryd       | 6:3, 3:6, 2:6      |
| 6.  | 6. Januar 1992     | Sydney          | Hartplatz   | Scott Davis   | Sergio Casal Emilio Sánchez Vicario | 6:3, 1:6, 4:6      |
| 7.  | 27. Januar 1992    | Australian Open | Hartplatz   | Rick Leach    | Todd Woodbridge Mark Woodforde      | 4:6, 3:6, 4:6      |
| 8.  | 14. September 1992 | US Open         | Hartplatz   | Rick Leach    | Jim Grabb Richey Reneberg           | 6:3, 6:7, 3:6, 3:6 |
| 9.  | 3. Mai 1993        | Tampa           | Sand        | Jared Palmer  | Todd Martin Derrick Rostagno        | 6:3, 6:7, 3:6, 3:6 |
| 10. | 28. April 1997     | Atlanta         | Sand        | Scott Davis   | Jonas Björkman Nicklas Kulti        | 2:6, 6:7           |